# Rémy Le Goff
Pour les articles homonymes, voir Le Goff.
Rémy Le Goff est un journaliste français travaillant au service du quotidien régional Ouest-France.

## Biographie
Rémy Le Goff était journaliste au service du quotidien régional Ouest-France. En 1956, lors de la Crise de Suez, également couverte par son confrère et ami du Monde, Jean Schwœbel, il fait découvrir aux lecteurs du quotidien régional l'Égypte du colonel Nasser. Derrière la façade brillante des grands projets, qui seront ensuite vantés par la presse mondiale lors de la construction du barrage d'Assouan, il montre la faim subie par la population égyptienne.
En 1965, il a fondé à Ouest-France une société de rédacteurs, l'une des premières en France, lorsque François-Régis Hutin, le deuxième des cinq enfants de Paul Hutin-Desgrées, se prépare à prendre la succession de son père en écartant tous les autres prétendants en interne. François-Régis Hutin devient alors directeur général en 1965, sous la présidence de Louis Estrangin, en s'opposant vertement à son oncle, François Desgrées du Loû, directeur général adjoint de 1944 à 1965, puis cogérant.
Rémy Le Goff a ensuite participé en décembre 1967 à la création de la Fédération française des sociétés de journalistes, avec Jean Schwœbel, du quotidien Le Monde, et Denis Perier Daville, du quotidien Le Figaro.